# Rasa del Masot
La Rasa del Masot és un torrent afluent per l'esquerra de la Riera de Sanaüja que realitza tot el seu recorregut pel terme municipal de Biosca i que neix a poc menys de 500 metres al nord-oest de la masia de Galinyó

## Xarxa hidrogràfica
La xarxa hidrogràfica de la Rasa del Masot, que també transcorre íntegrament pel terme municipal de Biosca, està constituïda per dos cursos fluvials la longitud total dels quals suma 2.426 m. .